# Eharius marzhaniani
Eharius marzhaniani is een mijtensoort uit de familie van de Phytoseiidae. De wetenschappelijke naam van de soort werd voor het eerst geldig gepubliceerd in 1969 door Arutunjan.